# Alexander Igorewitsch Gapetschkin
Alexander Igorewitsch Gapetschkin (russisch Александр Игоревич Гапечкин, engl. Transkription: Aleksandr Igorevich Gapechkin; * 16. Juni 2002) ist ein russischer Fußballspieler.

## Karriere
Gapetschkin begann seine fußballerische Laufbahn beim FK Rostow. In der Saison 2019/20 kam er 21 Mal für die U19 in der U19 Premjer-Liga zum Einsatz. Außerdem stand er in jener Saison vier Mal in der Premjer-Liga im Kader. In der Folgesaison spielte er bis zum Jahreswechsel sieben Mal in der russischen Jugendliga. Am 18. Oktober 2020 gab er sein Debüt für die Profis von Rostow, als er in der letzten Minute gegen Achmat Grosny eingewechselt wurde und das Tor zum Endstand von 3:0 vorbereitete.
Nachdem er bei Rostow nicht mehr zu Einsatzzeit gekommen war, wechselte er in die lettische Virsliga zum Valmieras FK. Gegen den FK Liepaja debütierte er am 4. August 2021 (14. Spieltag), als er bei der 1:2-Niederlage spät eingewechselt wurde. Nach fünf Spielen in Lettland wurde im März 2022 sein Vertrag aufgelöst.